# Euphorbia ephedroides
Euphorbia ephedroides es una especie fanerógama perteneciente a la familia de las euforbiáceas. Es endémica de Sudáfrica y Namibia.

## Descripción
Es una planta suculenta sin hojas y sin espinas, arbusto ramificado, dioico, con ramas opuestas, erectas y subparalelas, un poco amontonadas, con entrenudos, cilíndricos o ligeramente comprimidos; hojas rudimentarias,  antes de hoja caduca. El involucro masculino sésil, solitario en el ápice de la ramitas finales o, a veces 3 en una pequeña cima. Los involucros femeninos y los frutos no se ven.

## Taxonomía
Euphorbia ephedroides fue descrita por E.Mey. ex Boiss. y publicado en Prodromus Systematis Naturalis Regni Vegetabilis 15(2): 75. 1862.
Sinonimia
- Tirucalia ephedroides (E.Mey. ex Boiss.) P.V.Heath	[4][5]

Etimología
Euphorbia: nombre genérico que deriva del médico griego del rey Juba II de Mauritania (52 a 50 a. C. - 23), Euphorbus, en su honor – o en alusión a su gran vientre –  ya que usaba médicamente Euphorbia resinifera. En 1753 Carlos Linneo asignó el nombre a todo el género.
ephedroides: epíteto